# 尾崎哲夫
尾崎 哲夫（おざき てつお 1953年 - ）は、元大学教授、法律全般研究者、著作家。

## 人物
松下電送機器勤務、代々木ゼミナール、帝京大学、明海大学、関西大学、同志社大学、追手門学院大学、大阪女学院、の各講師、関西外国語大学短期大学部特任教授、近畿大学経済学部教授を歴任。
近畿大学退任後は、オーストラリアに14ヶ月、続いてアメリカに8ヶ月移住し、現在は日本においてフリーの研究者となる。父親は回路理論の権威で大阪大学工学部教授（のち名誉教授）を務めた尾崎弘。実兄は2016年現在関西学院大学副学長の尾崎幸洋。祖父国分政次郎は日銀から三和銀行常務取締役、叔父平田豊は三和銀行専務取締役からユニチカ社長を歴任。学者と三和銀行に関係の深い係累である。
200冊を超える著書がある。2004年に刊行した『私の英単語帳を公開します!』がベストセラーとなった。好きな映画は、『アラバマ物語』。

## 経歴
- 1953年 - 大阪府豊中市生まれ
- 1976年 - 早稲田大学法学部卒業
- 2000年 - 早稲田大学大学院アジア太平洋研究科国際関係専攻修了
- 2007年 - アメリカ合衆国Lewis & Clark大学 法科大学院中退

## 著作

### 主な著書
- 「中学生の英語」1991年3月 朝日新聞社
- 「文学史・漢字・熟語・ことわざ」1991年10月 三省堂
- 「英語語法・イディオム」1992年10月 三省堂
- 「頻出英単語」1993年6月 三省堂
- 「10時間で英語が話せる」1993年10月 PHP研究所
- 「ビジネスマンの基礎英語」1994年4月 日本経済新聞社
- 「10時間で英語が書ける」1995年12月 PHP研究所
- 「命題と集合研究序説」(尾崎弘と共著)1996年1月 南雲堂
- 「10時間で英語が聞ける」1996年11月 PHP研究所
- 「SPI理数問題直前2日間攻略」1997年2月 PHP研究所
- 「はじめての民法総則」1997年6月 自由国民社
- 「はじめての物権法」1997年6月 自由国民社
- 「本当に使える英単語2000」1997年6月 PHP研究所
- 「はじめての看護英語」1997年8月 医学書院
- 「英会話使える表現ランキング」1998年1月 PHP研究所
- 「SPI文系問題直前2日間攻略」1998年2月 PHP研究所
- 「10時間で覚える英単語」1998年3月 PHP研究所
- 「はじめての債権総則」1998年3月 自由国民社
- 「はじめての担保物権法」1998年3月 自由国民社
- 「はじめての債権各論」1998年3月 自由国民社
- 「はじめての親族相続」1998年4月 自由国民社
- 「採用筆記試験1000題」1998年5月 PHP研究所
- 「超訳六法全書憲法・刑法」1998年7月 三修社
- 「超訳六法全書民法総則物権」1998年7月 三修社
- 「英会話はじめからゆっくりと」1998年9月 光文社
- 「英単語これだけで大丈夫」1999年2月 光文社
- 「英会話使える単語ランキング」1999年3月 PHP研究所
- 「はじめての刑法総論」1999年5月 自由国民社
- 「はじめての刑法各論」1999年5月 自由国民社
- 「英語文これでスラスラ読める」1999年6月 光文社
- 「海外個人旅行のススメ」1999年7月 朝日新聞社
- 「こうすれば英語で生活できる」1999年9月 PHP研究所
- 「英語に強くなる5つのポイント」2000年2月 光文社
- 「10時間で覚える英文法」2000年4月 PHP研究所
- 「海外個人旅行のヒケツ」2000年7月 朝日新聞社
- 「はじめての会社法」2001年3月 自由国民社
- 「はじめての商法総則・商行為」2001年4月 自由国民社
- 「英文法こうすればよくわかる」2001年5月 光文社
- 「はじめての憲法総論・人権」2001年7月 自由国民社
- 「はじめての憲法統治」2001年8月 自由国民社
- 「大人のための英語勉強法」2001年9月 PHP研究所
- 「10時間で覚えるトラベル英会話」2001年11月 PHP研究所
- 「アメリカにあって日本にないもの」2002年1月 自由国民社
- 「英語『超基本』を一日30分！」2002年1月 角川書店
- 「医療英文を読みこなそう」2002年3月 医学書院
- 「最強の『英単語』攻略法」2002年3月 PHP研究所
- 「英語『独習』開眼法」2002年4月 講談社
- 「法律用語がわかる辞典」2002年4月 自由国民社
- 「ビジネス英語『使える表現』ランキング」2002年5月 PHP研究所
- 「英会話『これだけ』音読一日30分！」2002年5月 角川書店
- 「『超基本』の英単語」2002年7月 角川書店
- 「数と英語」2002年9月 日経BP
- 「はじめての刑事訴訟法」2003年2月 自由国民社
- 「はじめての民事訴訟法」2003年3月 自由国民社
- 「法律英語入門」2003年6月 自由国民社
- 「英語『超応用』を一日30分！」2003年8月角川書店
- 「[CDブック]10時間で英語が話せる本」2003年9月 PHP研究所
- 「トラブルから身を守る民法の知識」2003年9月 自由国民社
- 「民法入門」2003年9月 自由国民社
- 「法律英語用語辞典」2003年9月 自由国民社
- 「行政法入門」 2003年12月 自由国民社
- 「労働法入門」 2003年12月 自由国民社
- 「破産法入門」 2004年2月 自由国民社
- 「英語の看板がスラスラ読める」2004年3月 新潮社
- 「法律英単語ハンドブック」2004年5月 自由国民社
- 「アメリカ市民の法律入門」2004年6月 自由国民社
- 「使える！受験英語リサイクル」2004年9月 PHP研究所
- 「私の英熟語帳を公開します！」2004年9月 幻冬舎
- 「アメリカの法律と歴史」2004年10月 自由国民社
- 「WhatとHowでこんなに英語が話せる！」2004年11月 ダイヤモンド
- 「尾崎式 おとなの英会話帳」2004年12月 宝島
- 「入門 著作権の教室」2004年12月 平凡社
- 「映画で覚えるとっておきの英語」2004年12月 自由国民社
- 「mini六法2005(平成17)年版」2005年2月 自由国民社
- 「英単語が自然に増える」2005年2月 集英社
- 「はじめての六法」2005年3月 自由国民社
- 「高校生の民法」2005年3月 自由国民社
- 「私の英語ノウハウをすべて公開します！」2005年3月 幻冬舎
- 「英語の冠詞・前置詞完全マスターブック」2005年6月 ダイヤモンド
- 「はじめての知的財産法」2005年6月 自由国民社
- 「国際商取引法入門」2005年6月 自由国民社
- 「国際取引の基礎英語」2005年9月 自由国民社
- 「UCC（アメリカ統一商事法典）の基礎知識」2005年10月
- 「高校生の憲法・刑法」2005年12月 自由国民社
- 「連立方程式で読む民事訴訟法刑事訴訟法」2005年12月 ダイヤモンド
- 「世界一わかりやすい国際法入門」2005年12月 ダイヤモンド
- 「はじめての行政法」2006年4月 自由国民社
- 「ビジネスマンの会社法・商法」2006年4月 ダイヤモンド
- 「ビジネスマンの知的財産入門」2006年4月 ダイヤモンド
- 「条文ガイド六法会社法」2006年8月 自由国民社
- 「入門アメリカビジネス法」2006年8月 ダイヤモンド
- 「世界一コンパクトな民法入門」2006年9月 ダイヤモンド
- 「条文ガイド六法民法」2007年9月 ダイヤモンド
- 「英単語500でわかる現代アメリカ」(新書)2008年07月 朝日新聞出版

＊更新作業中